# شاين وستلي
شاين وستلي (بالإنجليزية: Shane Westley)‏ هو لاعب كرة قدم ومدرب كرة قدم بريطاني في مركز قلب الدفاع، ولد في 16 يونيو 1965 في كانتربيري في المملكة المتحدة. لعب مع تشارلتون أثلتيك وكامبريدج يونايتد ونادي برينتفورد ونادي ساوثيند يونايتد ونادي لينكولن سيتي ووولفرهامبتون واندررز.

## وصلات خارجية
- شاين وستلي على موقع قاعدة بيانات كرة القدم.إي يو (الإنجليزية)
- شاين وستلي على موقع Soccerbase.com (لاعب) (الإنجليزية)
- شاين وستلي على موقع Soccerbase.com (مدرب) (الإنجليزية)